# John Harle

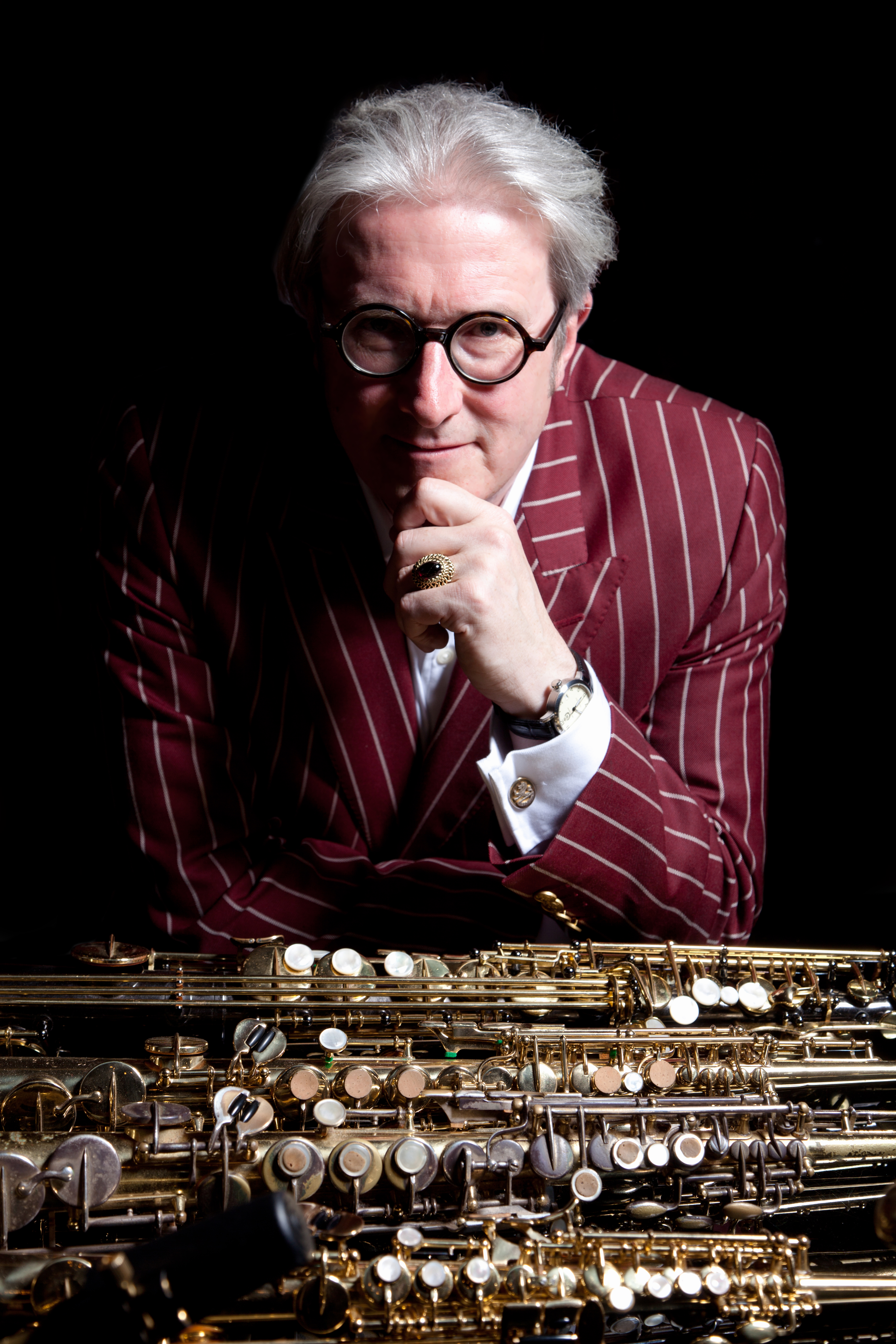
John Harle, 2011

John Harle (* 20. September 1956 in Newcastle upon Tyne) ist ein britischer Saxofonist und Komponist.

## Leben und Karriere
Harle begann seine musikalische Laufbahn als Klarinettist und diente als Solo-Klarinettist im Musikkorps der Coldstream Guards. Er studierte Saxophon, Klarinette und Komposition am Royal College of Music. Von 1977 bis 1982 war er Leiter des Myrha Saxophone Quartet. Er hat mit Paul McCartney an Projekten wie „Shadow Cycle“ und„Standing Stone“ gearbeitet und hat die Musik für über 40 Film- und Fernsehproduktionen (u. a. "Silent Witness"), sowie 35 Konzertwerke geschrieben.

## Aufnahmen
- Mrs Beeton’s Christmas Plum Pudding
- Habañera (1987), mit John Lenehan (Bartók, Wall, Gershwin, Villa-Lobos, Vinci, DeRose, Bennett, Johann Sebastian Bach, Poulenc, Debussy, Ravel, Dave Heath)
- Silencium- Argo 4583562
- Terror and Magnificence – Argo 4526052
- John Harle’s Saxophone Songbook, 1995 – Unicorn label
- Saxophone Concertos, 1998, EMI Classics Red Line #72109 (Debussy, Ibert, Glazunov, Villa-Lobos, Bennett, Dave Heath), Orchestra of Academy of St. Martin in the Fields, dir. Sir Neville Marriner
- Easy Classical Studies & Classical Album

## Filmografie (Auswahl)
- 1995: Butterfly Kiss
- 1996–2022: Silent Witness (Fernsehserie, 213 Folgen)
- 1998: Das Echo (The Echo, Fernsehzweiteiler)
- 2000: Sommer in der Vorstadt (Summer in the Suburbs)
- 2001–2004: Dalziel und Pascoe – Mord in Yorkshire (Dalziel and Pascoe, Fernsehserie, 3 Folgen)
- 2002: Capone’s Boys – Blood Tough
- 2007: Der Preis des Verbrechens (Trial & Retribution, Fernsehserie, 1 Folge)
- 2009: Eine kurze Reise in die Schweiz (A Short Stay in Switzerland)
- 2014: Hockney